# Bartolomé de Enciso Hita
Bartolomé de Enciso Hita (Calahorra, España, 1600-Cartago, Costa Rica, 1639) fue un funcionario español en América que ocupó el cargo de teniente de gobernador de Costa Rica desde 1634 hasta 1635.

## Biografía
Bartolomé de Enciso Hita había nacido en 1600 en la ciudad de Calahorra de la entonces Castilla la Nueva. Fue hijo de Juan de Enciso Hita, quien en 1607 era corregidor de Quepo.
Llegó a Costa Rica siendo muy niño. Posteriormente se casó en Cartago con Magdalena de Chaves, hija del conquistador y encomendero Cristóbal de Chaves y de María de Alfaro y Gutiérrez.
En 1630 fue alcalde ordinario de Cartago y en 1632 corregidor de Chirripó. En 1634, cuando ejercía de nuevo el cargo de alcalde de Cartago, se hizo cargo del gobierno de Costa Rica como teniente de gobernador, a causa de la muerte del gobernador Juan de Villalta.
Entregó el mando a Juan Maldonado de Villasante en 1635 y poco después al suprimirse la Tesorería de Costa Rica, siendo él mismo el tesorero provincial, fue nombrado en Cartago teniente de los oficiales reales de la Tesorería de Nicaragua.
Más adelante, su salud mental se vio gravemente afectada y falleció en 1639.